# Virginia Slims of Houston 1977
Virginia Slims of Houston 1977  — жіночий тенісний турнір, що проходив на закритих кортах з килимовим покриттям Astro Arena в Х'юстоні (США) в рамках Світової чемпіонської серії Вірджинії Слімс 1977. Відбувсь усьоме і тривав з 17 січня до 23 січня 1977 року. Перша сіяна Мартіна Навратілова здобула титул в одиночному розряді й отримала за це 20 тис. доларів США.

## Фінальна частина

### Одиночний розряд
Мартіна Навратілова —  Сью Баркер 7–6(5–3), 7–5

### Парний розряд
Мартіна Навратілова /  Бетті Стов —  Сью Баркер /  Енн Кійомура 4–6, 6–2, 6–1

## Розподіл призових грошей
| Дисципліна       | П       | F       | 3-тє   | 4-те   | ЧФ     | 1/8    | 1/16 | Стадія кваліфікації |
| Одиночний розряд | $20,000 | $10,000 | $5,800 | $5,000 | $2,500 | $1,375 | $775 | $400                |